# Monaster Zwiastowania w Woroncowie
Monaster Zwiastowania – prawosławny żeński klasztor w Woroncowie, działający w latach 1903–1925.

## Historia
Monaster został ufundowany przez Sofiję Pfeiffer i Kławdiję Pieriepieczinę (rodzone siostry), które oddały tworzonej wspólnocie swój majątek w Woroncowie razem z ziemią i kompleksem zabudowań mieszkalnych i gospodarczych. Projekt założenia monasteru poparł Jan Kronsztadzki, do którego fundatorki udały się z prośbą o błogosławieństwo. Świątobliwy Synod Rządzący erygował żeńską wspólnotę opartą na regule zakonnej w 1896. W 1896 Jan Kronsztadzki poświęcił domową cerkiew Kazańskiej Ikony Matki Bożej – pierwszą świątynię w tworzonym klasztorze. Na jego terenie otwarto także szkołę parafialną dla 30 dzieci. Nad rozwojem wspólnoty czuwała uczennica duchowa Jana Kronsztadzkiego, przełożona monasteru Narodzenia św. Jana Chrzciciela w Leuszynie ihumenia Taisa. Wspólnota posiadała placówkę filialną w Petersburgu – w niej i w głównej siedzibie klasztoru żyło ok. 100 kobiet.
Status monasteru wspólnota woroncowska otrzymała w 1903. W przededniu rewolucji październikowej przebywało w niej 88 mniszek.
W 1912 wyszło na jaw, że część mieszkanek klasztoru, za wiedzą i zgodą biskupa pskowskiego Aleksego, należała do sekty joannitów – czcicieli Jana z Kronsztadu jako nowego wcielenia Chrystusa. Z tego powodu z monasteru usunięto jego dotychczasową ihumenię Małgorzatę.
W 1910 podjęto budowę głównego soboru monasterskiego, pod wezwaniem Zwiastowania, według projektu petersburskiego architekta Nikonowa. Prace budowlane ukończono w 1919. Już sześć lat później gubernialny komitet wykonawczy nakazał zamknięcie wspólnoty, opieczętowanie soboru, konfiskatę majątku ruchomego oraz przekazanie kompleksu budynków miejscowej komunie rolniczej. Zamknięty dla kultu sobór początkowo pełnił funkcję magazynu zbożowego, następnie zaś popadł w całkowitą ruinę.
W 2002 rozpoczęto odbudowę monasteru. Rok później zniszczony sobór Zwiastowania został uznany za zabytek o znaczeniu federalnym.